# Bailleul-Neuville
Bailleul-Neuville ist eine französische Gemeinde mit 221 Einwohnern (Stand 1. Januar 2022) im Département Seine-Maritime in der Region Normandie (vor 2016 Haute-Normandie). Sie gehört zum Arrondissement Dieppe und zum Kanton Neufchâtel-en-Bray (bis 2015 Kanton Londinières). Die Einwohner werden Bailleulais genannt.

## Bevölkerungsentwicklung
| Jahr      | 1962 | 1968 | 1975 | 1982 | 1990 | 1999 | 2007 | 2014 |
| Einwohner | 260  | 254  | 245  | 195  | 184  | 179  | 164  | 197  |

## Sehenswürdigkeiten
- Kirche Saint-Waast
- Kirche Sainte-Marguerite im Ortsteil Neuville

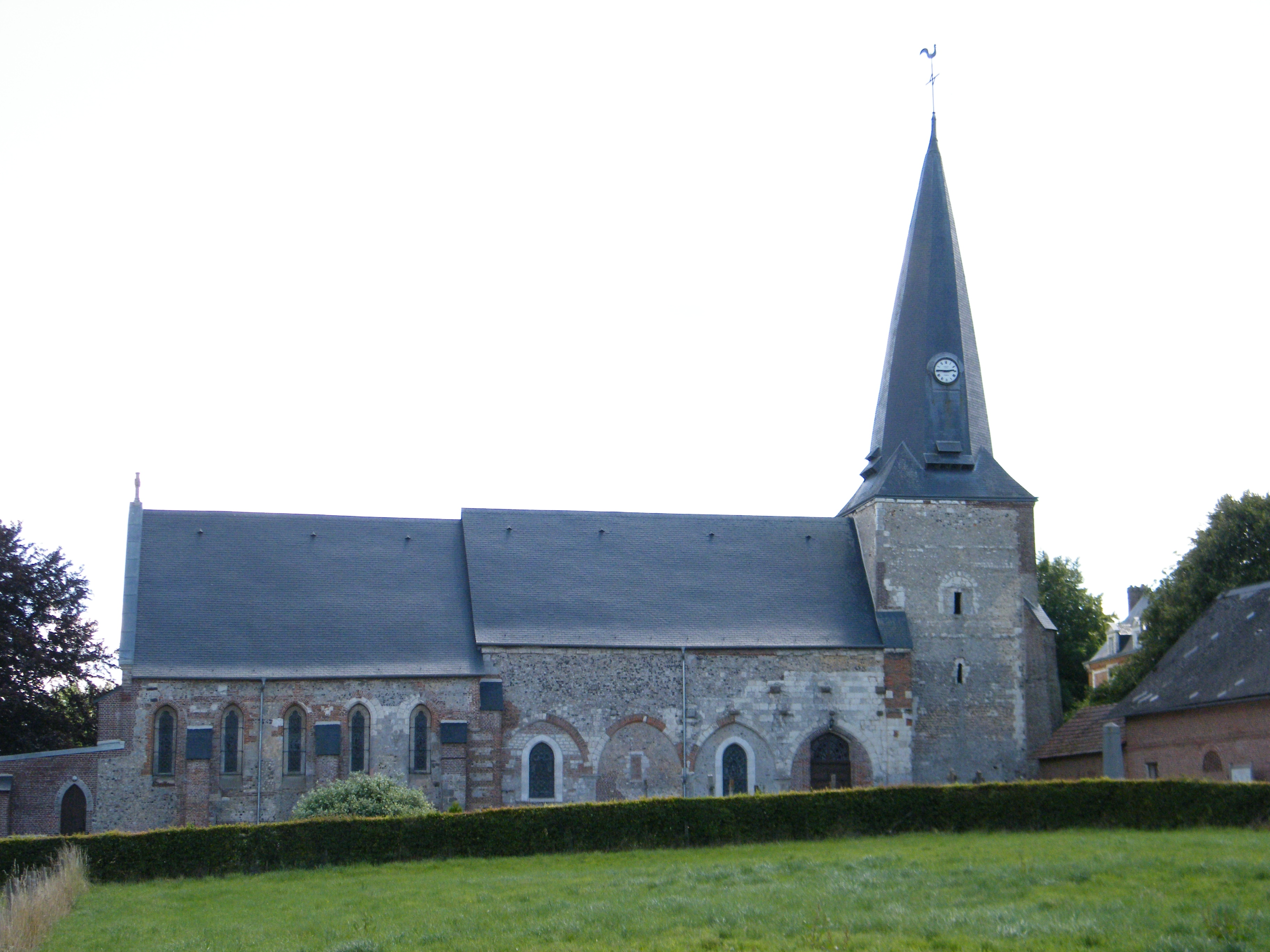
Kirche Saint-Waast